# Dark Horse
Dark Horse – szósty album studyjny kanadyjskiej rockowej grupy Nickelback. Wydany 18 listopada 2008 roku. Sesja nagraniowa albumu zaczęła się w marcu w studiu „Mountain View Studios” w Vancouver, i trwała nieco ponad 5 miesięcy. W sierpniu prace nad płytą zostały zakończone. Producentem albumu został legendarny producent muzyczny Robert „Mutt” Lange, który ma na swoim koncie współpracę z takimi wykonawcami jak Def Leppard, AC/DC czy Bryan Adams. Album odniósł spory sukces, szczególnie w ojczystej Kanadzie, oraz w Stanach Zjednoczonych, gdzie uzyskał odpowiednio status 5-krotnej oraz 2-krotnej platyny. Album zajął także pierwsze miejsca na wielu prestiżowych listach w Stanach i Kanadzie, np. „Billboard Top Rock Albums”, „Billboard Top Hard Rock Albums”, „Billboard Top Modern Rock/Alternative Albums” czy „Canadian Albums Chart”. Album dotarł 6 grudnia 2008 roku, do 2. miejsca na prestiżowej liście Billboard 200. Przez długi czas utrzymywał się także w czołowej dziesiątce tego zestawienia. W dniu premiery album sprzedał się w ilości 330 tys. kopii, dzięki czemu był drugim najlepiej sprzedającym się albumem, zaraz po płycie piosenkarki Beyonce, której album sprzedał się w ilości 450 tys. kopii. Album przyniósł także małą zmianę w brzmieniu. Utwory stały się bardziej spójne, cięższe, widać jest ponownie większy wpływ muzyki grunge. Album został nagrany przy zastosowaniu zaawansowanej cyfrowej stacji roboczej do obróbki dźwięku Pro Tools, oraz FL Studio. W 2010 roku album został sklasyfikowany na 191 pozycji zestawienia magazynu Billboard na „200 najlepszych albumów dekady”.

## Pisanie, nagrywanie
Wszystkie utwory zawarte na płycie to materiał premierowy, powstały w studiu, podczas sesji nagraniowej. Zespół zrezygnował także z aktywnego koncertowania w roku 2008, aby móc lepiej skupić się na pracy nad nowym albumem. Tym razem żaden z utworów nie był także grany na koncertach przedpremierowych, tak jak to miało miejsce podczas wcześniejszych wydawnictw grupy. Sesję nagraniową rozpoczęto w marcu w „Mountain View Studios” w Vancouver, czyli w tym samym studiu, gdzie powstały albumy „The Long Road”, oraz „All the Right Reasons”. Producent płyty, Robert Lange podczas sesji nie ograniczył się jedynie do czuwania nad nagraniami, lecz także sam stał się aktywnym współkompozytorem. W ostatecznym rozrachunku z jego udziałem powstało pięć utworów, „Something in Your Mouth”, „I’d Come for You”, „Never Gonna Be Alone”, „Shakin’ Hands” oraz „This Afternoon”. Cała sesja nagraniowa trwała nieco ponad pięć miesięcy. W sierpniu prace nad płytą zostały zakończone. Autorem tekstów do utworów ponownie został wokalista grupy, Chad Kroeger. We wrześniu grupa przyleciała do Europy, na serię 9 koncertów w Niemczech, oraz Wielkiej Brytanii, poprzedzających wydanie płyty.

## Produkcja
Tym razem produkcją albumu zajął się nie tylko sam zespół w stałej współpracy z Joem Moim, lecz do współpracy został zaproszony legendarny producent muzyczny Robert „Mutt” Lange, który ma za sobą współpracę z takimi wykonawcami jak AC/DC, Def Leppard, czy Bryan Adams. Utwory wyprodukowane przez niego zostały nagrodzone 4 statuetkami nagród Grammy, czyli najważniejszych nagrodami w przemyśle fonograficznym. Prócz Langa, zespół do współpracy zaprosił osoby z którymi aktywnie współpracował przy poprzednich wydawnictwach. Inżynierem dźwięku został Lange, oraz Moi. Ten ostatni zajmuje się także miksem trzech utworów z płyty. Miksem reszty albumu zajął Randy Staub (z którym grupa współpracuje już od albumu „Silver Side Up”), mający za sobą współpracę z takimi zespołami jak U2 czy Metallica, mastering albumu powierzono po raz kolejny amerykanowi Tedowi Jensenowi, który zajął się masteringiem m.in. albumu „Death Magnetic” grupy Metallica. Asystentem inżyniera dźwięku został Zach Blackstone, który współpracował z zespołem już podczas sesji do płyty „All the Right Reasons”, oraz podobnie Brian Wohlgemuth.

## Brzmienie
Album nagrywany był przy zastosowaniu zaawansowanej cyfrowej stacji roboczej do obróbki dźwięku Pro Tools. Oprogramowanie to pozwala na zaawansowaną rejestrację, edycję i miksowanie wielośladowego materiału dźwiękowego oraz MIDI. Prócz tego zespół skorzystał także z FL Studio, czyli zaawansowanej cyfrowej stacji roboczej do obróbki dźwięku, pozwalającej na stworzenie kompletnego utworu od kompozycji, przez miks i zgranie. Brzmienie albumu utrzymane jest w melodyjnym rockowym brzmieniu, gdzie słychać jest wyraźnie większy wpływ muzyki grunge oraz post grunge, podobny do tego z multiplatynowej płyty „Silver Side Up” z 2001 roku. Album w porównaniu z ostatnim wydawnictwem prezentuje większą spójność. Rozpiętość brzmieniowa nie jest już tak duża. Na albumie są zawarte zarówno ostro hardrockowe utwory takie jak np. „Something in Your Mouth”, „Burn it to the Ground” czy „Next Go Round”, poprzez lżejsze melodyjne rockowe ballady „I’d Come for You” czy „Never Gonna Be Alone”. Po dużym sukcesie singlowego utworu „Rockstar”, zespół ponownie postanowił nagrać utwór utrzymany w stylistyce country rocka, „This Afternoon”, który jest jednocześnie najdłuższym utworem na płycie. Album „Dark Horse” jest także pierwszym albumem w dorobku grupy, gdzie została zamieszczona tak duża liczba solówek gitarowych, jak i pierwszym, gdzie udział w komponowaniu utworów brał ktoś spoza zespołu.

## Wydanie, promocja, trasa koncertowa
Premiera płyty nastąpiła 14 listopada 2008 roku w Niemczech. 15 listopada album ukazał się w Australii, dwa dni później, 17 listopada – ukazał się w Europie, a dzień później, 18 listopada, album ukazał się w ojczystej Kanadzie oraz Stanach Zjednoczonych. 21 listopada premiera płyty przypadła na Holandię.

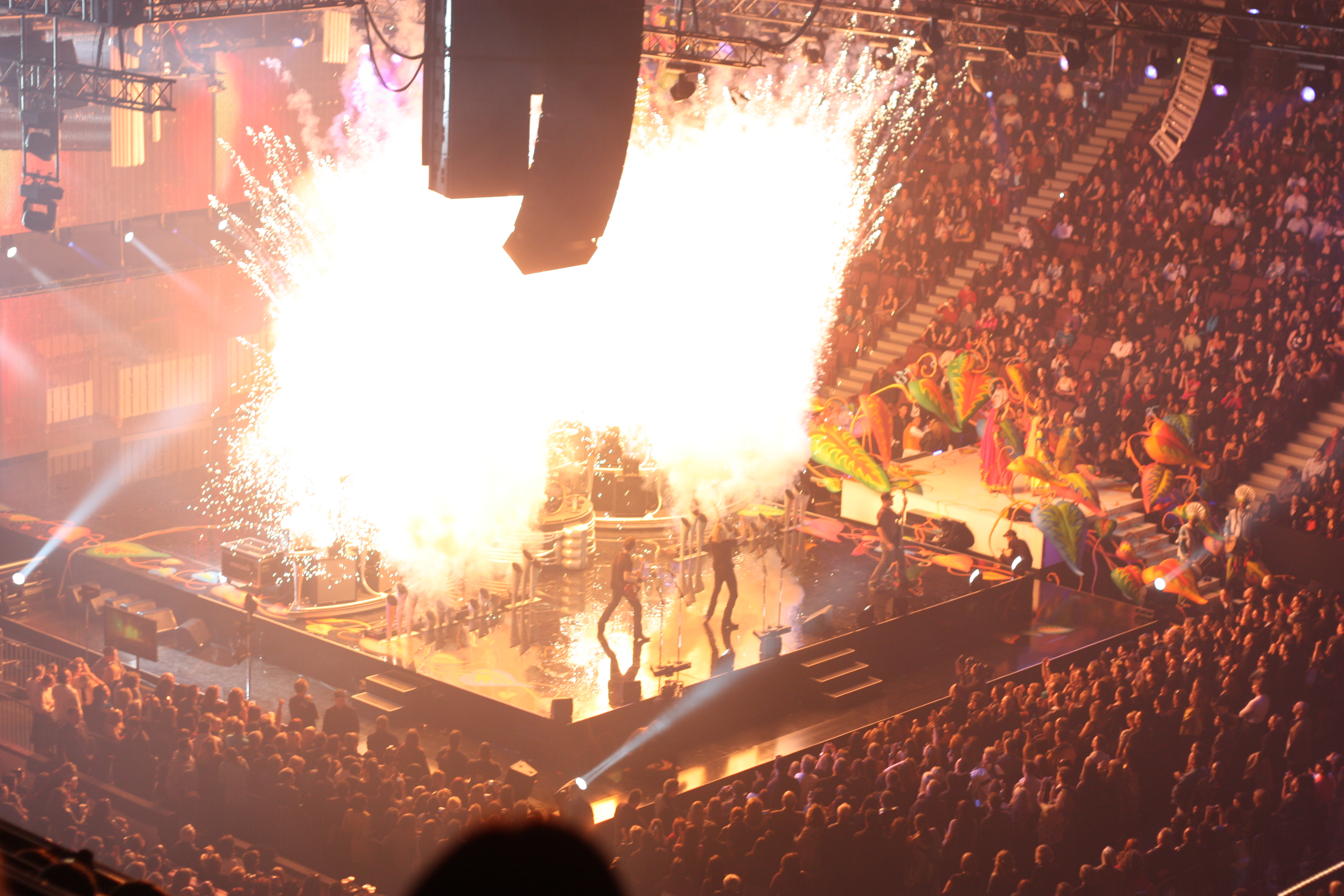
Zespół podczas występu na Juno Awards, kwiecień 2009

Pierwszym singlem promującym płytę, początkowo miał być utwór „If Today Was Your Last Day”, lecz w ostatniej chwili został zmieniony na „Gotta Be Somebody”, który 29 września, został umieszczony na oficjalnej stronie zespołu w formacie digital download, na 24 godziny. Później singel ukazał się także w wersji CD, wzbogaconej o cover Eltona Johna „Saturday Night’s Alright (For Fighting)” z gościnnym udziałem Kid Rocka.
We wrześniu, tuż po zakończeniu sesji nagraniowej, grupa przyleciała do Europy, na serię 9 przedpremierowych koncertów. Zespół dał koncerty w Niemczech oraz Wielkiej Brytanii. Następnie grupa powróciła do kraju, aby odpocząć przed rozpoczęciem oficjalnej trasy, „Dark Horse Tour”. 11 października zespół wydaje singel z utworem „If Today Was Your Last Day”, który ukazuje się tylko w Stanach i Kanadzie, w formacie digital download oraz airplay. 15 grudnia w Stanach ukazuje się trzeci singel, z utworem „Something in Your Mouth”, którego tekst jest nawiązaniem do wcześniejszych utworów grupy, „Figured You Out”, z albumu „The Long Road” oraz „Animals” z płyty „All the Right Reasons”.
25 lutego 2009 roku, koncertem w Nashville w Stanach, grupa rozpoczęła oficjalną trasę „Dark Horse Tour”. Łącznie od 25 lutego do 26 kwietnia zespół zagrał 32 koncerty w Północnych Stanach oraz Kanadzie, kończąc tym samym i etap trasy. 22 maja to data rozpoczęcia drugiego etapu trasy, który odbędzie się w Wielkiej Brytanii, oraz Szkocji. Jako support podczas europejskich koncertów, wystąpi amerykański zespół rockowy Black Stone Cherry. Podczas amerykańskiej trasy grupę supportują zespoły Hinder, Papa Roach oraz Saving Abel. Z zespołem występuje także wokalista oraz lider zespołu Seether, Shaun Morgan, który wykonuje wraz z zespołem cover grupy Filter, „Hey Man, Nice Shot”. Oficjalnie trasa kończy się 3 czerwca 2010 roku, koncertem w Vancouver. Trasa liczy łącznie 118 koncertów i 6 etapów.
23 marca 2009 roku ukazuje się drugi oficjalny singel w Europie, z utworem „I’d Come for You”. Do tego utworu oraz wcześniejszego „If Today Was Your Last Day” zostają nakręcone teledyski przez Nigela Dicka, z którym grupa aktywnie współpracuje od czasów płyty „Silver Side Up”.

## Sukces
Płyta „Dark Horse” już w dniu premiery zanotowała duży sukces, sprzedając się w ilości 330 tys. kopii, co pozwoliło jej na zajęcie drugiej pozycji wśród najlepiej sprzedających się płyt. Lepiej sprzedawał się tylko album piosenkarki Beyonce, który zanotował sprzedaż 450 tys. kopii. Płyta znakomicie także radziła sobie na listach sprzedaży w rodzinnej Kanadzie oraz Stanach, gdzie dotarła na pierwsze miejsca list „Billboard Top Rock Albums”, „Billboard Top Hard Rock Albums”, „Billboard Top Modern Rock/Alternative Albums”, oraz „Canadian Albums Chart”. Album dotarł także do 2 pozycji na prestiżowej liście Billboard 200, a przez dłuższy czas utrzymywał się w czołowej „dziesiątce”. Album dotarł także do wysokich pozycji w innych krajach, m.in. do 3 pozycji zestawienia „Australian Albums Chart”, oraz „New Zealand Albums Chart”. Album dotarł także do 4 pozycji na listach w Wielkiej Brytanii „UK Albums Chart” oraz w Niemczech „German Albums Chart”. Zajął 5 pozycje w Austrii oraz Szwajcarii. Dalsze pozycje zajął w Rosji, gdzie dotarł do 11 pozycji, oraz w Irlandii, gdzie dotarł do 19 pozycji. Krażek 9 grudnia 2008 roku, czyli w 3 tygodnie po premierze, uzyskał w Stanach status platynowej płyty przyznanej grupie przez Recording Industry Association of America. Album przez długi okres utrzymywał się także w czołowej 20 listy Billboard 200. 3 kwietnia 2009 roku album uzyskał status podwójnej platyny za sprzedaż 2 mln w Stanach Zjednoczonych. Album uzyskał także status złotej płyty w Szwecji za sprzedaż 20 tys. kopii albumu. Także złotą płytę otrzymał w Nowej Zelandii, za sprzedaż 7,5 tys. kopii. W Australii zdobył status platynowej płyty za sprzedaż 140 tys. kopii. W ojczystej Kanadzie płyta uzyskała status poczwórnej platyny. Zdobył także statuetkę kanadyjskiego przemysłu fonograficznego, Juno Awards, w kategorii „Album of the Year”. Gala miała miejsce w kwietniu 2009 roku w Vancouver.

## Recenzje
Stephen Thomas Erlewin z serwisu AllMusic przyznał grupie zaledwie 1,5 gwiazdki w skali do 5. Swoją ocenę motywował tym że teksty zespołu są sękate, wulgarne. Zarzuca grupie że nie zna granic dobrego smaku, i rozkoszuje się jej nieznajomością. Ponadto twierdzi że brakuje w tekstach mądrości i zrozumiałości, są one w złym guście. Tygodnik Entertainment Weekly nazwał tekst do otwierającego album utworu „Something in Your Mouth” „wstrętnym”. Serwis PopMatters twierdzi że album „Dark Horse” w porównaniu do poprzednich płyt zespołu jest „krokiem w tył”, utwory brzmią podobnie jak te starsze, zespół powtarza się. W skali 1 do 10 album otrzymał notę 3. Brytyjski dziennik The Guardian w skali 1 do 5 przyznał płycie notę 1, argumentując swój wybór tym że zespół sięgnął po typowy negatywny stereotyp, mianowicie połączenie tekstów o tematyce erotycznej z hard rockiem, co w rezultacie nie daje niczego pozytywnego. Magazyn Rolling Stone przyznał płycie pozytywną recenzję, komplementując przede wszystkim produkcję. Rolling Stone twierdzi że Lange rozjaśnił nieco ponurą muzykę Nickelback w stylu post grunge.
Portal Nuta.pl: „Dark Horse” to tak dobra płyta, że naprawdę trudno się jej oprzeć. I trudno nawet wyróżnić któryś z 11 zawartych na niej utworów – wszystkie można byłoby wydać na singlach i każdy z nich miałby sporą i zupełnie realną szansę na sukces. Od otwierającego album, dynamicznego „Something In You Mouth” po kończący setlistę, stonowany, półakustyczny „This Afternoon”. To wyjątkowo rzadki przypadek, zwłaszcza w czasach, kiedy większość płyt – i to bez względu na gatunek – to jedna, dwie, czy góra trzy porządne kompozycje, a reszta – marnej jakości wypełniacze. „Dark Horse” świetnie broni się jako całość.
Tak jest – Nickelback wciąż gra rocka środka, rocka przyjaznego radiu, choć wątpię akurat, czy jest to granie przyjazne naszym największym rozgłośniom. Tak czy owak, nie jest to muzyka, która burzy konwencje, w jakikolwiek twórczy sposób zmaga się z tradycją, wybiega w przyszłość czy otwiera nas na jakieś niebywałe doznania. Nie. „Dark Horse” to po prostu porcja wystrzałowych hitów.”
Portal Onet.pl: „Na „Dark Horse” jest wszystko, czego można wymagać od kanadyjskiej formacji. Kwartet tym razem zrezygnował z wyłączności na produkcję, dzieląc się nią z legendarnym Robertem Johnem „Muttem” Lange (m.in. „Back In Black” AC/DC) i Joeyem Molem. Jako że Mutt to fachowiec wybitny, dał Nickelback to, czego brakowało na „All The Right Reasons”, czyli pogłębił nieco brzmienie gitar, dodał więcej dynamiki. Poza tym współkomponował pięć z jedenastu kawałków. Zapewne on zasugerował odpowiedni układ piosenek na „Dark Horse”. Dzięki temu mamy: dwie dynamiczne, dwie lekkie, dwie ostre, balladę, dwie nieco mocniejsze i na koniec dwie spokojne. Bardzo przemyślane zagranie, bo słuchacz nie znudzi się tak szybko. Jak zwykle w przypadku Nickelback potencjał singlowy ma co najmniej połowa numerów z płyty. Szansę na zawojowanie anten radiowych i list przebojów wróżę przesłodzonej do bólu balladzie „Never Gonna Be Alone”, ale wątpię, by udało jej się powtórzyć megasukces „Photograph”, o „How You Remind Me” nie wspominając. Nic trzy razy się nie zdarza, trawestując słowa noblistki...”
Portal wp.pl: „Świetne melodie? Są. Energia? Niespożyta. Chwytliwe jak jasna cholera riffy? Obecne. „Dark Horse” ma wszystko, czego dobrej rockandrollowej płycie potrzeba. Większość piosenek to bardzo żywiołowe, zagrane z pazurem kawałki, które zachęcają do rytmicznego poklaskiwania, podskoków i chóralnych stadionowych śpiewów. Już otwierający zestaw ostry acz dźwięczący tamburynem „Something In Your Mouth” zwiastuje coś dobrego. Kiedy w kolejnym „Burn It To The Ground” gitary przywołują skojarzenia z Queens Of The Stone Age, wiadomo, że będzie naprawdę w porządku. Trochę Foo Fighters? Pewnie. Coś z Velvet Revolver? Jasne. I co z tego! Chociaż Kanadyjczycy czerpią garściami ze sprawdzonych rockowych patentów, przerabiają to w nową, świeżą jakość. Przede wszystkim panowie popracowali nad produkcją. Materiał brzmi bowiem nowocześnie i żywiołowo. Żeby nie było jednak zbyt różowo. Pamiętajmy, że to wciąż Nickelback. Mamy kilka radiowych, typowych dla Kanadyjczyków pewniaków („I’d Come For You”, „Never Gonna Be Alone”). Szybciutko o nich jednak zapominamy, gdy po chwili w naszych uszach huczy rozpędzone, motoryczne („Next Go Round”) z wściekłymi uderzeniami perkusji, solówka w „Just To Get High” czy „Shakin’ Hands” z pokrzykiwaniem ŕ la stare, dobre Bon Jovi.”

## Lista utworów
Opracowano na podstawie materiału źródłowego
| Nr  |  | Tytuł                        | Tekst        | Muzyka               | Długość |
| --- |  | ---------------------------- | ------------ | -------------------- | ------- |
| 1.  |  | „Something in Your Mouth”    | Chad Kroeger | Nickelback / R.Lange | 3:38    |
| 2.  |  | „Burn it to the Ground”      | Chad Kroeger | Nickelback           | 3:31    |
| 3.  |  | „Gotta Be Somebody”          | Chad Kroeger | Nickelback           | 4:13    |
| 4.  |  | „I’d Come for You”           | Chad Kroeger | Nickelback / R.Lange | 4:22    |
| 5.  |  | „Next Go Round”              | Chad Kroeger | Nickelback           | 3:45    |
| 6.  |  | „Just to Get High”           | Chad Kroeger | Nickelback           | 4:02    |
| 7.  |  | „Never Gonna Be Alone”       | Chad Kroeger | Nickelback / R.Lange | 3:47    |
| 8.  |  | „Shakin’ Hands”              | Chad Kroeger | Nickelback / R.Lange | 3:39    |
| 9.  |  | „S.E.X.”                     | Chad Kroeger | Nickelback           | 3:55    |
| 10. |  | „If Today Was Your Last Day” | Chad Kroeger | Nickelback           | 4:08    |
| 11. |  | „This Afternoon”             | Chad Kroeger | Nickelback / R.Lange | 4:34    |
|     |  |                              |              |                      |         |

### Wal-Mart Exclusive Bonus Track
| Nr  |  | Tytuł                                          | Tekst        | Muzyka               | Długość |
| --- |  | ---------------------------------------------- | ------------ | -------------------- | ------- |
| 12. |  | „This Afternoon” (Original Performance Series) | Chad Kroeger | Nickelback / R.Lange | 4:26    |
|     |  |                                                |              |                      |         |

## Miejsca na listach przebojów

### Single
- „Gotta Be Somebody” – pierwszy singel wydany 29 września. Utwór cieszył się sporym powodzeniem na listach przebojów w wielu krajach, zajmując dość wysokie pozycje. Dotarł m.in. do 20 pozycji na liście UK Singles Chart w Wielkiej Brytanii, zajął ostatecznie 10 pozycję na amerykańskiej liście Billboard Hot 100. W ojczystej Kanadzie, na liście Canadian Hot 100 utwór uplasował się ostatecznie na 4 pozycji. Poza tym kompozycja zdobyła 1. miejsce na liście Hot Adult Top 40 Tracks. Jest to jedyna lista gdzie utwór „Gotta Be Somebody” dotarł na sam szczyt. Piosenka osiągnęła także 9 pozycję na liście Mainstream Rock Tracks, 10 na liście Modern Rock Tracks. Poza tym utwór zdobył wysokie 6 pozycje na listach w Szwecji oraz Niemczech.
- „Something in Your Mouth” – drugi singel, wydany jedynie w Stanach Zjednoczonych w formie singla promocyjnego. Utwór charakteryzuje się ciężkim hardrockowym brzmieniem. Pozwoliło mu to na zajęcie najwyższej pozycji na liście Mainstream Rock Tracks. Na innych listach, utwór nie odniósł dużego sukcesu, zajmując odległe lokaty.
- „If Today Was Your Last Day” – trzeci singel, który początkowo ukazał się jedynie w Stanach w formie promocyjnej. W roku 2009 został wydany także w Wielkiej Brytanii. Utwór zdobył 1. miejsce na liście UK Rock Chart w Anglii, oraz 2 na amerykańskiej liście Hot Adult Top 40 Tracks. Piosenka dotarła także do 7 pozycji listy Billboard Hot 100. Tę samą lokatę utwór osiągnął w Kanadzie na liście Canadian Hot 100. Poza tym utwór na innych listach zajmował dalsze pozycje.
- „I’d Come for You” – czwarty singel (drugi wydany oficjalnie w Europie). Utwór podobnie jak „If Today Was Your Last Day” zdobył 1. miejsce na angielskiej liście UK Rock Chart. Utrzymał się na niej przez tydzień. Poza tym utwór w ojczystej Kanadzie dotarł do zaledwie 29 pozycji. W Australii kompozycja zajęła 22 pozycję. Na liście Billboard Hot 100 po konsekwentnym pięciu się w górę, utwór ostatecznie zajął 44 pozycję. W Holandii piosenka zdobyła 20 pozycję na liście Dutch Top 40.
- „Burn it to the Ground” – piąty singel, wydany jedynie w Stanach w formie promocyjnej. Jest to drugi po „Something in Your Mouth” utwór o mocnym hardrockowym brzmieniu. Utwór dotarł do 3 pozycji na liście Mainstream Rock Tracks, oraz 8 na liście Bubbling Under Hot 100 Singles opracowywanej regularnie przez magazyn Billboard. Poza tym piosenka dotarła do 37 pozycji w rodzinnej Kanadzie, oraz do 32 pozycji na liście Modern Rock Tracks. Utwór osiągnął wysoką 7 pozycję na fińskiej liście przebojów. Jest pierwszym singlem od czasów „How You Remind Me”, który dostał się na listę w Finlandii.
- „Never Gonna Be Alone” – szósty singel, wydany w formie digital download. Singel tym razem ukazał się także na terenie Portugalii, oraz Brazylii, a to ze względu na umieszczenie go na soundtracku do serialu „Caminho das Índias”. Utwór najwyższą pozycję osiągnął na liście Hot Adult Top 40 Tracks, gdzie dotarł do piątej pozycji. W Kanadzie na liście Canadian Hot 100 uplasował się na 25. miejscu, w Niemczech na 37, a w Stanach na liście Billboard Hot 100 osiągnął 58 pozycję.
- „Shakin’ Hands” – siódmy singel, wydany także jedynie w formie digital download. Singel był promowany jedynie przez stacje radiowe, do utworu nie powstał teledysk. Utwór osiągnął 11 pozycję na liście Mainstream Rock Tracks, oraz 49 w Canadian Hot 100.
- „This Afternoon” – ósmy, ostatni singel z albumu. Został wydany w formie singla promocyjnego, oraz digital download. Został nagrany w podobnym klimacie, co hitowy singel „Rockstar” z albumu „All the Right Reasons”. Utwór osiągnął 27 pozycję na liście Canadian Hot 100, oraz 12 na liście Hot Adult Top 40 Tracks. W innych zestawieniach utwór osiągnął znacznie odleglejsze lokaty.

| 29 września 2008     | „Gotta Be Somebody”          | 9  | 4  | 10 | 6  |
| 11 października 2008 | „If Today Was Your Last Day” | 32 | 7  | 19 | 31 |
| 15 grudnia 2008      | „Something in Your Mouth”    | 1  | 48 | 96 | –  |
| 23 marca 2009        | „I’d Come for You”           |    | 29 | 44 | 39 |
| 25 maja 2009         | „Burn it to the Ground”      | 3  | 38 | –  | –  |
| 29 września 2009     | „Never Gonna Be Alone”       |    | 25 | 58 | –  |
| 16 listopada 2009    | „Shakin’ Hands”              | 11 | 49 | –  | –  |
| 23 marca 2010        | „This Afternoon”             |    | 27 | 55 | –  |

## Pozycje
| Pozycje (2008)                                    | Najwyższa lokata |
| ------------------------------------------------- | ---------------- |
| U.S. Billboard 200                                | 2                |
| U.S. Billboard Top Rock Albums                    | 1                |
| U.S. Billboard Top Hard Rock Albums               | 1                |
| U.S. Billboard Top Modern Rock/Alternative Albums | 1                |
| Canadian Albums Chart                             | 1                |
| Australian Albums Chart                           | 3                |
| New Zealand Albums Chart                          | 3                |
| UK Albums Chart                                   | 4                |
| German Albums Chart                               | 4                |
| Austrian Albums Chart                             | 5                |
| Swiss Albums Chart                                | 5                |
| Russian Albums Chart                              | 11               |
| Irish Albums Chart                                | 19               |
| Dutch Albums Chart                                | 25               |
| Italian Albums Chart                              | 26               |
| Belgium Albums Chart                              | 35               |

| Kraj              | Certyfikacja | Data      | Źródło |
| ----------------- | ------------ | --------- | ------ |
| Australia         | 3 x platyna  | 2010      | [ 43 ] |
| Kanada            | 6 x platyna  | 2010      | [ 44 ] |
| Stany Zjednoczone | 2 x platyna  | 2009      | [ 44 ] |
| Nowa Zelandia     | Platyna      | 2009      | [ 45 ] |
| Wielka Brytania   | Platyna      | 2009      | [ 46 ] |
| Niemcy            | Złoto        | 2009      | [ 47 ] |
| Szwecja           | Złoto        | 2008/2009 | [ 48 ] |
| Szwajcaria        | Złoto        | 2008      | [ 48 ] |

## Twórcy
Nickelback
- Chad Kroeger – śpiew, gitara rytmiczna, produkcja
- Ryan Peake – gitara prowadząca, wokal wspierający
- Mike Kroeger – gitara basowa
- Daniel Adair – perkusja

Produkcja
- Nagrywany: marzec – sierpień 2008 roku w „Mountain View Studios” (Abbotsford) Vancouver, Kolumbia Brytyjska
- Produkcja: Robert Lange, Chad Kroeger, Joe Moi
- Miks: Jos Moi – utwór (3), (7), (11), Randy Staub – miks w „The Warehouse Studio” w Vancouver, utwory (3), (7), (11) w „Mountain View Studios” w Abbotsford, utwór (4) w Mix LA, utwór (10) w „The Animal House”, Chris Lord-Alge – miks w utworze (4), Nik Karpen – asystent inżyniera dźwięku w utworze (4), Mike Shipley – miks w utworze (10), Brian Wohlgemuth – asystent inżyniera dźwięku w utworze (10)
- Inżynier dźwięku: Robert Lange oraz Joe Moi
- Asystent inżyniera dźwięku: Zach Blackstone
- Mastering: Ted Jensen w „Sterling Sound”
- Operator w studiu: Bradley Kind
- Obróbka cyfrowa: Olle Romo oraz Scott Cooke
- Zdjęcia: Chapman Baehler
- Projekt i wykonanie okładki: Jeff Chenault & Eleven 07
- A&R: Ron Burman

Pozostali
- Szef studia: Jason Perry
- Management: Bryan Coleman z Union Entertainment Group
- Pomysł okładki: Nickelback
- Aranżacja: Chad Kroeger, Ryan Peake, Mike Kroeger, Daniel Adair, Robert Lange
- Teksty piosenek: Chad Kroeger
- Wytwórnia: Roadrunner Records

## Wydania albumu

### Płyta kompaktowa
| Kontynent                | Wydawca    | Data wydania | Numer katalogowy | Wersja |
| ------------------------ | ---------- | ------------ | ---------------- | ------ |
| Niemcy                   | Roadrunner | 14 listopada | RR 8028-2        | CD     |
| Irlandia                 | Roadrunner | 14 listopada | RR 8028-2        | CD     |
| Australia                | Roadrunner | 15 listopada | RR 8028-2        | CD     |
| Europa                   | Roadrunner | 17 listopada | RR 8028-2        | CD     |
| Ameryka Północna, Kanada | EMI        | 18 listopada | RR 8028-2        | CD     |
| Holandia                 | Roadrunner | 21 listopada | RR 8028-2        | CD     |